# الف (فیلم)
«اِلف» (انگلیسی: Elf) فیلمی در ژانر کمدی به کارگردانی جان فاورو است که در سال ۲۰۰۳ منتشر شد.

## بازیگران
- ویل فرل
- جیمز کان
- اد اسنر
- زویی دشانل
- مری استینبورگن
- باب نیوهارت
- کایل گاس
- آرتی لانگی
- امی سداریس
- اندی ریچر
- جان فاورو
- مایکل لانر
- پیتر دینکلیج

## نقش‌ها
در ابتدا نقش بادی به جیم کری پیشنهاد شد، اما او این نقش را رد کرد؛ درنهایت این نقش به ویل فرل رسید. همچنین پیتر دینکلیج، جان فاورو و مری استینبورگن همگی در یک فیلم کریسمسی دیگر یعنی چهار کریسمس (۲۰۰۸) ظاهر شدند.

## حقه‌های سینمایی
توپ‌های پنبه ای که بادی می‌خورد در حالی که در مطب پزشک بود در واقع آب نبات پنبه ای بود که رنگ نشده بود.

## پخش
در صحنه ای از فیلم می ببینیم که بادی، جوی را به خوردن بهترین فنجان قهوه دنیا دعوت می‌کند، و انگشتر سنتی ایرلندی "Claddagh" را در دست دارد؛ که درواقع این حلقهها نمادی از عشق، وفاداری و دوستی هستند. همچنین صحنه ای که بادی با نودل‌های اسپاگتی، آب نبات و شیرینی‌های مختلفی می‌خورد، دوبار فیلمبرداری شد زیرا ویل فرل بار اول استفراغ کرد. و در صحنه ای که بادی با کارگر نامه پستی در اداره پست صحبت می‌کرد، کارگر اداره پست اظهار می‌کند که «من ۲۶ ساله هستم». اما درواقع مارک آچسون که نقش کارگر نامه پستی را بازی می‌کند متولد سال ۱۹۵۷ است و درحین بازی در این نقش تقریباً ۴۶ سال سن داشت.